# Asterix e Latraviata
Asterix e Latraviata (Astérix et Latraviata) è la trentunesima storia a fumetti della serie Asterix, creata dal duo francese René Goscinny (sceneggiatura) e Albert Uderzo (disegni), la settima scritta e disegnata dal solo Uderzo dopo la morte del collega. La sua prima pubblicazione in volume in lingua originale risale al 2001.

## Trama
In occasione del loro compleanno, Asterix e Obelix ricevono la visita inaspettata delle rispettive madri, Pralina e Gelatina. Le due, che avevano da tempo lasciato il villaggio insieme ai mariti per aprire un negozio di souvenir nella città di Condate, giungono con tanto di doni per i figlioli: un elmo e un gladio romani di pregiata fattura. Asterix e Obelix sono ovviamente commossi nel rivedere le loro madri, anche se le due portano ben presto scompiglio nella loro vita, decise come sono a trovar loro moglie, volendo porre fine alla loro condizione di scapoli imperituri.
Nel frattempo a Condate i romani sono in fermento: in città è arrivato lo storico triumviro Pompeo, giunto in Gallia per arruolare un esercito con cui contrapporsi a Cesare nella guerra civile. Il suo legato Bonusmalus sta però passando un brutto quarto d'ora, dal momento che le armi favorite del suo condottiero, un gladio e un elmo da parata, sono state trafugate dall'ex soldato ubriacone Romeomontecchius (già apparso in Asterix e il regalo di Cesare) e vendute a due negozianti gallici della città: per riaverle il romano fa arrestare i due, che altri non sono che Astronomix e Obellodalix, padri rispettivamente di Asterix e Obelix, e tramite loro scopre che i preziosi manufatti sono stati portati in Armorica come regalo di compleanno per i due ben noti Irriducibili. Conscio di non poter riavere i due oggetti con la forza, il romano gioca perciò di astuzia e recluta un'attrice teatrale, Latraviata, dandole il compito di recarsi al villaggio sotto mentite spoglie e di recuperare le armi di Pompeo.
La donna si reca perciò al villaggio fingendo di essere la bella autoctona Falbalà (personaggio già visto in Asterix legionario), colpita da amnesia. Così travestita, l'attrice tenta di circuire Asterix e Obelix, puntando sulla sua bellezza e su moine e lusinghe, per impossessarsi dell'elmo e del gladio. Pur malvista da Pralina e Gelatina, la sua presenza mette in difficoltà i due Galli, e rischia anche di incrinare la loro amicizia. Infine i due, su consiglio di Panoramix, decidono di riportare la ragazza a Condate dal suo legittimo marito Tragicomix; l'attrice, che nel frattempo è riuscita ad entrare in possesso dei manufatti, continua a stare al gioco e parte perciò con i Galli verso sud.
Nel frattempo in città la vera Falbalà scopre che Astronomix e Obellodalix sono stati presi prigionieri dai romani, e insieme al marito corre verso il villaggio per allertare i suoi amici Galli. I due gruppi si incontrano a metà strada, e nel confronto con Falbalà Latraviata è costretta a gettare la maschera e rivelare gli intrighi di Pompeo. Ad Asterix e Obelix non resta così che precipitarsi a Condate dove, dopo aver messo fuori combattimento la guarnigione locale, riescono con facilità a liberare i loro padri. Nel finale i Galli, catturato Pompeo, ottengono anche i ringraziamenti di Cesare, felice di veder sconfitto il suo avversario, e possono tornare al villaggio con i genitori a festeggiare sotto le stelle la conclusione dell'ennesima avventura.

## Personaggi principali
- Asterix: preso tra le preoccupazioni materne e gli inganni di Latraviata, l'astuto guerriero deve faticare per mantenere il sangue freddo. Si innamora ricambiato di Latraviata che però ritorna tra la sua gente.
- Obelix: come Asterix deve vedersela con sua madre e con le avances della falsa Falbalà -di cui è da sempre innamorato- e, complice il suo ben noto debole per le ragazze e il tarlo della gelosia, finisce per il perdere del tutto la testa giungendo a picchiare Asterix -pur venendone in seguito ripagato. Nel finale può finalmente sfogarsi malmenando i legionari pompeiani
- Latraviata (Latraviata)[3]: bella e talentuosa attrice romana, si intrufola nel villaggio fingendosi Falbalà, portando scompiglio. Pur lavorando per Pompeo non viene descritta come un personaggio apertamente negativo: scoperta, accetta di rivelare ai Galli i piani dei romani, e nel finale si vede ricompensata da Asterix per le sue "doti recitative".
- Pralina (Praline)[4] e Gelatina (Gélatine)[5]: madri, rispettivamente, di Asterix e Obelix, sono fermamente intenzionate a vedere sposati i loro figlioli con delle brave mogli. Vedono di malocchio l'atteggiamento della falsa Falbalà, in quanto già maritata e per questo considerata "poco seria".
- Astronomix (Astronomix)[6]  e Obellodalix (Obélodalix)[7]: padri di Asterix e Obelix, somigliano entrambi ai rispettivi figli: il primo è di bassa statura e collerico, il secondo robusto ed amante del cibo e della birra. Rapiti dai Romani, vengono infine liberati e "vendicati", a suon di sganassoni, dai figli
- Bonusmalus (Bonusmalus)[8]: legato dell'esercito di Pompeo, brama di rientrare in possesso delle armi del condottiero per non incorrere nelle sue ire. Malgrado i suoi furbeschi piani, nel finale viene inevitabilmente sconfitto.
- Gneo Pompeo Magno: storico avversario di Cesare, nella finzione della storia giunge in Gallia per arruolare un esercito con cui ribaltare le sorti della guerra civile, ma deve fare i conti con gli Irriducibili armoricani
- Gaio Giulio Cesare: anche stavolta, le circostanze porteranno Cesare e i galli dalla stessa parte in quanto hanno un comune nemico in Pompeo. Giunto nel finale all'inseguimento del suo avversario, Cesare ringrazia gli Irriducibili per averlo sistemato per lui e decide di dare loro un premio che però Asterix regalerà a Latraviata con stupore di Cesare.

## Riferimenti storici e citazioni
La vicenda narrata nell'albo si svolge durante la Guerra civile tra Cesare e Pompeo (49 - 45 a.C.); tale riferimento storico viene pesantemente romanzato: in particolare nella narrazione Uderzo fa giungere il triumviro in Gallia per organizzare un esercito, cosa mai avvenuta in realtà, e nel finale si vede Cesare punire il suo rivale confinandolo in Africa, altra licenza storica. Questo albo si pone in contrasto con la continuità narrativa delineata nei precedenti Asterix legionario e Asterix in Iberia, in cui venivano rispettivamente messe in scena la Battaglia di Tapso (46 a.C.) e la conclusione della Battaglia di Munda (45 a.C.), che sancirono l'epilogo della guerra civile e che, inoltre, si svolsero entrambe dopo la morte di Pompeo Magno.
Il personaggio dell'attrice Latraviata, così come lo stesso titolo dell'albo, deve il suo nome all'omonima opera lirica di Giuseppe Verdi, La traviata. Nel finale, inoltre, la donna si vede ricevere da Asterix una statuetta d'oro con le fattezze di Giulio Cesare (a sua volta donata ad Asterix dallo stesso condottiero), come omaggio alle sue doti recitative: il riferimento è ovviamente al moderno Premio César, oggidì uno dei più importanti riconoscimenti cinematografici francesi. Un altro riferimento al mondo moderno si ha quando la madre di Obelix nomina il "TGV": secondo Ordinalfabetix è la sigla di "Trasporto Gallico Veloce", ma la sigla strizza ovviamente l'occhio al Train à Grande Vitesse, la linea francese di treni ad alta velocità.

### Riferimenti ad altri albi
L'albo vede la ricomparsa di alcuni personaggi già visti in avventure precedenti: in particolare compaiono di nuovo Falbalà ed il suo novello sposo Tragicomix, entrambi personaggi introdotti in Asterix legionario. Si ha inoltre una fugace apparizione di Romeomontecchius, soldato romano sciatto e ubriacone, principale antagonista dell'albo Asterix e il regalo di Cesare, visto qui nelle vesti del ladro che trafuga le armi di Pompeo, vendendole poi ad Astronomix e Obellodalix in cambio del solito fiasco di vino. I genitori di Asterix e Obelix fanno invece qui la loro prima apparizione nella serie regolare, pur essendo stati già visti in due storie brevi: nel racconto Come fu che Obelix cadde da piccolo nel paiolo del druido, scritto da Goscinny nel 1965 e successivamente pubblicato in albo nel 1989, e nell'avventura di quattro pagine La nascita di Asterix, scritta e disegnata da Uderzo nel 1994 e poi inclusa nell'albo Asterix tra banchi e... banchetti, pubblicato in seguito ad Asterix e Latraviata.
Ancora, nell'incipit dell'albo si scopre inoltre come Asterix e Obelix siano nati lo stesso giorno, condividendo così il compleanno. Tale fatto (ribadito anche, nuovamente, in La nascita di Asterix) contrasta però con quanto visto nella precedente storia Asterix e la Obelix SpA, in cui si vede Asterix prodigarsi per organizzare la festa di compleanno di Obelix, senza tuttavia fare alcun riferimento al suo stesso anniversario.
In questa storia si vede inoltre, per la prima e unica volta, Asterix e Obelix venire vicendevolmente alle mani: prima Obelix, in un eccesso di gelosia, rifila un cazzotto all'amico (per poi pentirsene subito), ed in seguito Asterix, privo di senno a causa degli effetti collaterali di una pozione di Panoramix, ha modo di ricambiare inconsapevolmente colpendo Obelix con uno sganassone. In precedenza, pur essendo spesso protagonisti di coloriti alterchi, i due non erano mai arrivati a picchiarsi.
Infine, quest'albo vede il cagnolino Idefix -di solito geloso degli sbandamenti amorosi del suo padrone Obelix- trovare una compagna e mettere al mondo insieme a lei una vasta cucciolata di simpatici bastardini.

## Storia editoriale
In Francia la storia fu pubblicata direttamente in albo cartonato nel 2001, dalla casa editrice Les Éditions Albert René (di proprietà della Hachette Livre).

### Edizioni estere

#### Italia
In Italia l'albo è edito, come gli altri della serie, da Mondadori; la prima edizione italiana risale al marzo 2001 per la traduzione di Alba Avesini.

## In altre lingue
Il titolo originale dell'albo, Astérix et Latraviata, è stato tradotto come segue in alcune delle principali lingue in cui il fumetto è edito; vengono inoltre indicate la casa editrice e l'anno di prima pubblicazione:
- catalano:  Asterix i Latraviata - Salvat editores,  Spagna, 2001
- coreano: 아스테릭스와 라트라비아타 (Asteriks-wa latrabiata) - Moonhak-kwa-Jisung-Sa,  Corea del Sud, 2008
- danese: Asterix og Latraviata - Egmont Serieforlaget A/S,  Danimarca, 2001
- finlandese: Asterix ja Latraviata - Egmont Kustanus Oy,  Finlandia, 2001
- greco: Ο Αστεριχ και η Λατραβιατα (O Asterix kai e Latrabiata) - Mamouth Comix,  Grecia, 2001
- inglese: Asterix and the Actress - Orion,  Regno Unito, 2001
- latino: Asterix et Latraviata  - Egmont Ehapa Verlag,  Germania, 2002
- olandese: Asterix en Latraviata - Éditions Albert René (Hachette Livre),  Paesi Bassi, 2001
- polacco: Asteriks i Latraviata - Egmont Poland Ltd,  Polonia, 2002
- portoghese: Asterix e Latraviata - Edições ASA,  Portogallo, 2001
- spagnolo: Asterix y Latraviata - Salvat editores,  Spagna, 2001
- svedese: Asterix och Latraviata - Egmont Kärnan AB,  Svezia, 2001
- tedesco: Asterix und Latraviata - Egmont Ehapa Verlag,  Germania, 2001